# Muzeum Czesława Niemena w Starych Wasiliszkach
Muzeum Czesława Niemena – muzeum znajduje się we wsi Stare Wasiliszki na Białorusi, w domu, w którym urodził się Czesław Niemen.
Dyskusja na temat utworzenia muzeum w rodzinnym domu Wydrzyckich (prawdziwe nazwisko Niemena) toczyła się od śmierci artysty w roku 2004. W roku 2009 w utworzenie muzeum zaangażował się poseł Robert Tyszkiewicz. W czerwcu tego samego roku, w czasie spotkania Polsko-Białoruskiej Komisji Konsultacyjnej ds. Dziedzictwa Kulturalnego, strona polska wyszła z inicjatywą aby muzeum powstało w ramach współpracy polsko-białoruskiej, a polskie Ministerstwo Kultury i Dziedzictwa Narodowego objęło nad nim patronat artystyczny. Otwarcie muzeum i odsłonięcie pamiątkowej tablicy na budynku odbyło się 20 lutego 2011 roku.
Muzeum pełni również funkcje kulturalne (spotkania, koncerty, promocja kultury polskiej).